# Eisenbahnbrücke Bahnhof Neustadt

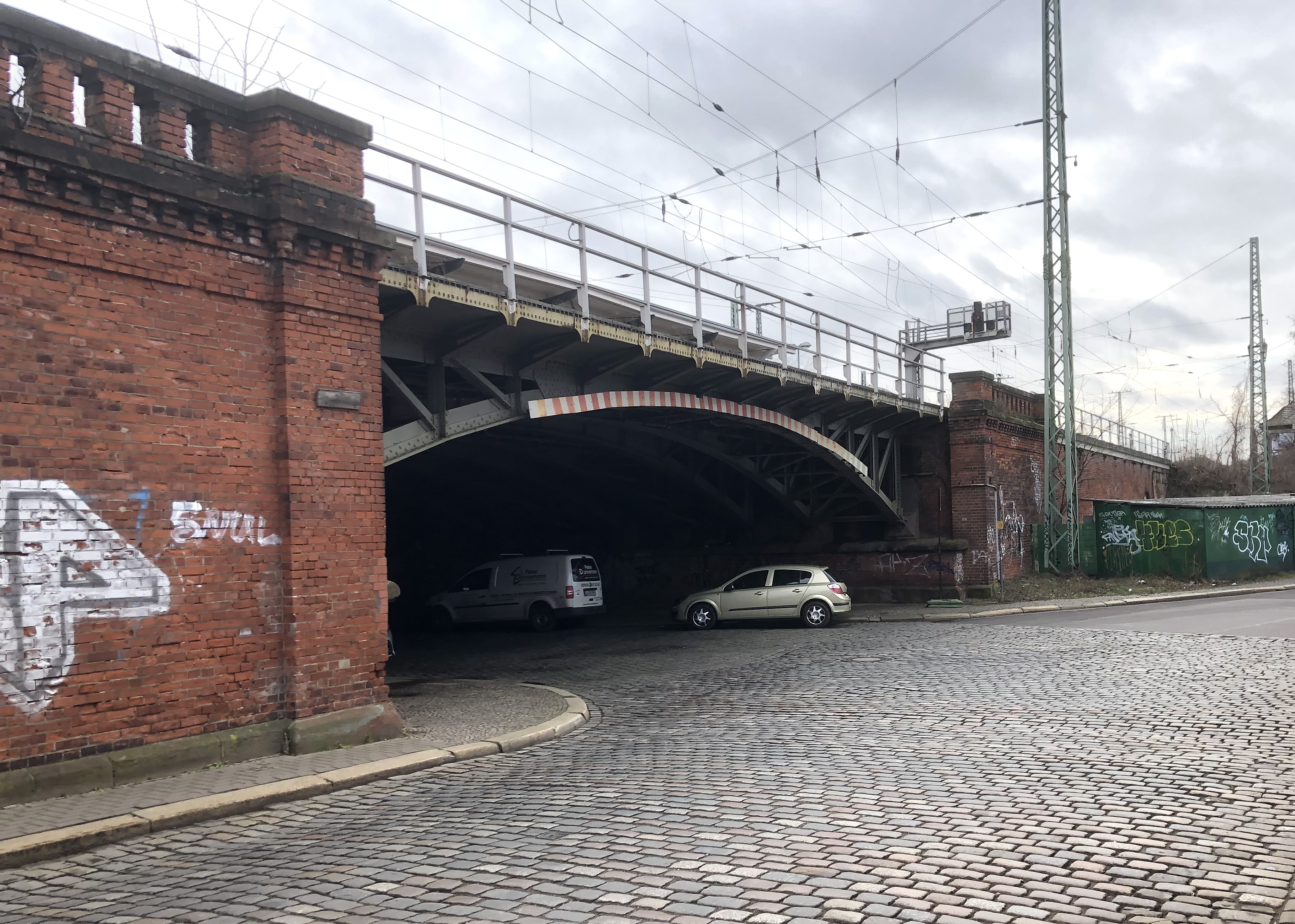
Eisenbahnbrücke Bahnhof Neustadt, Blick von Nordosten, 2022

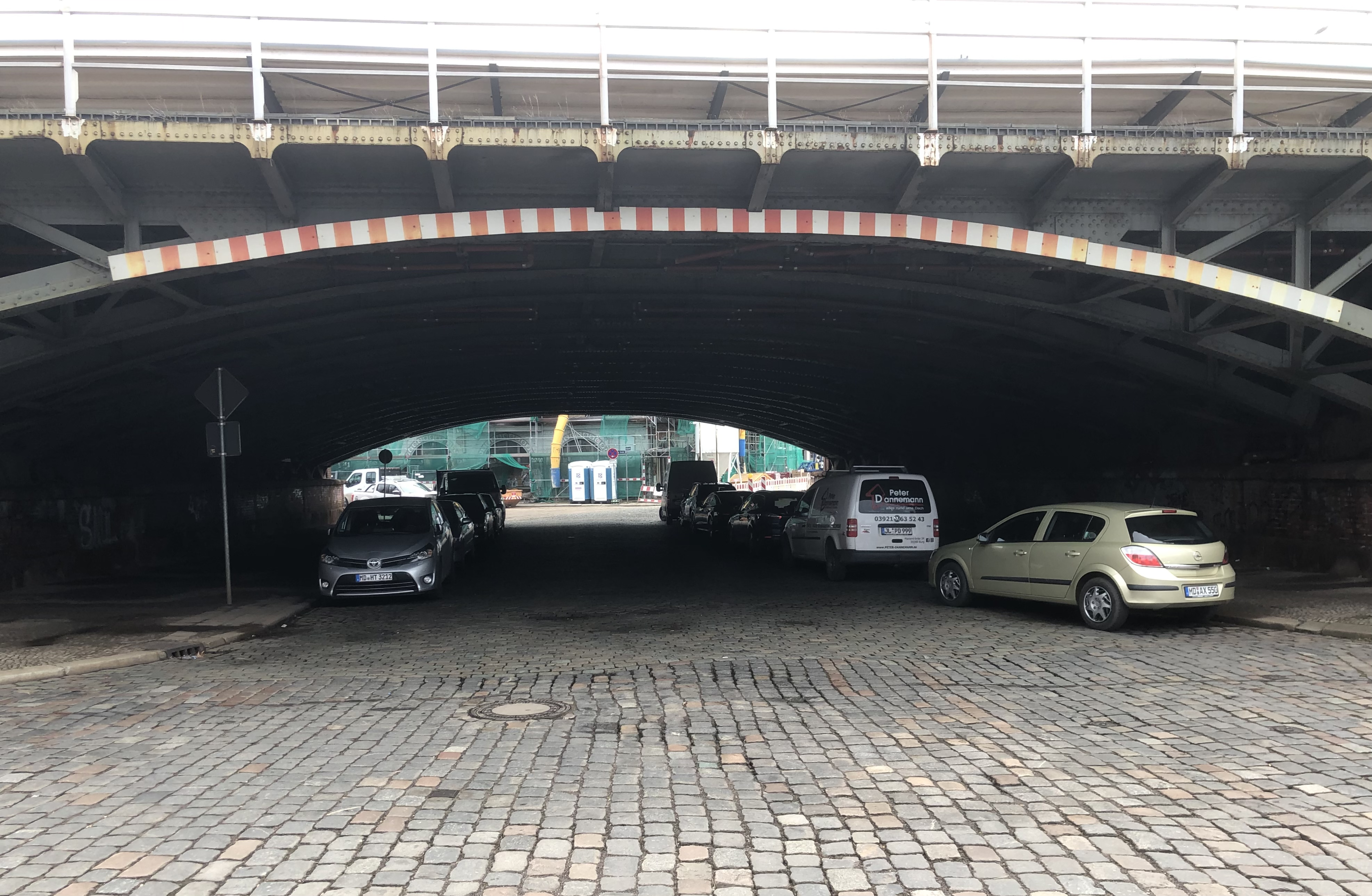
Nordseite

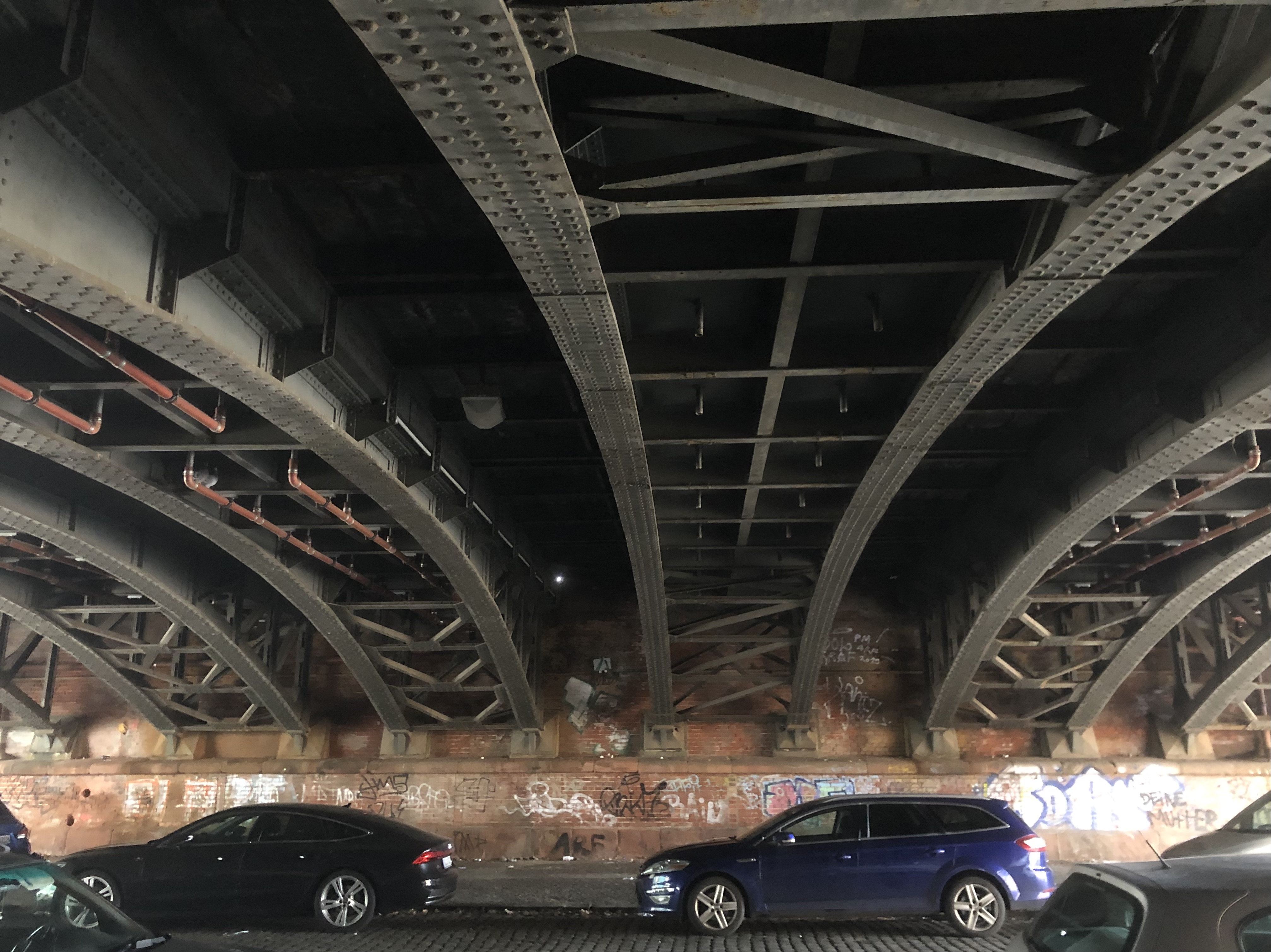
Blick unter die Brücke

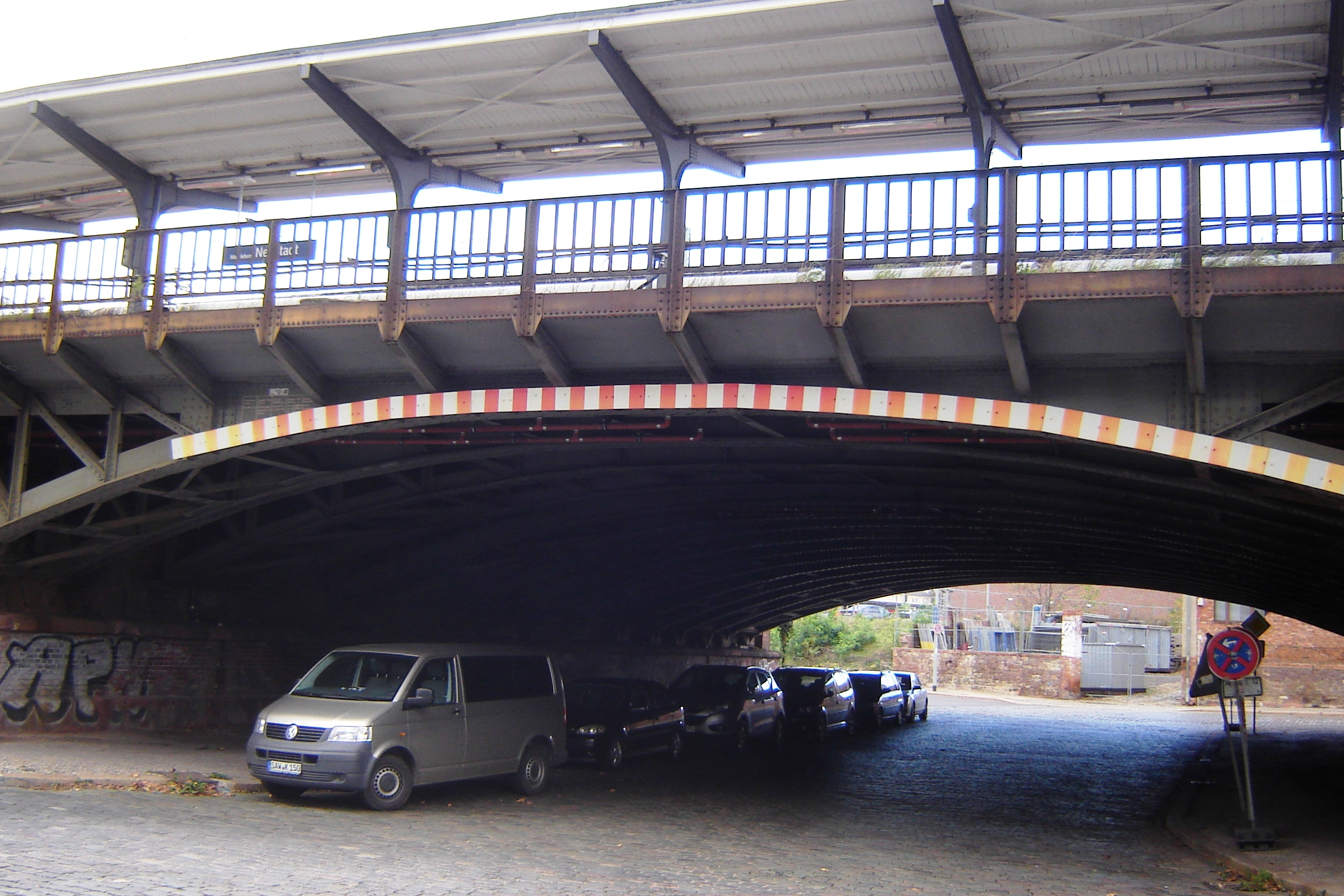
Südseite, oben die Bahnsteigüberdachung, 2013

Die Eisenbahnbrücke Bahnhof Neustadt ist eine denkmalgeschützte Eisenbahnbrücke in Magdeburg in Sachsen-Anhalt.

## Lage
Die Brücke befindet sich im Verlauf der Gröperstraße an der Grenze der beiden Magdeburger Stadtteile Alte Neustadt und Neue Neustadt. Sie liegt im Bereich des Bahnhofs Magdeburg-Neustadt, dessen Bahnsteige sich auf der Brücke erstrecken. Über die Brücke werden von Südwesten nach Nordosten die Bahnstrecken Berlin–Magdeburg, Magdeburg–Wittenberge und Schönebeck–Glindenberg geführt.

## Architektur und Geschichte
Die Eisenbahnbrücke wurde 1901 im zeitlichen Zusammenhang mit dem benachbarten Bahnhof errichtet. Ziel war die Beseitigung des noch etwas weiter westlich gelegenen Bahnübergangs über den Breiten Weg, der heutigen Lübecker Straße, durch Errichtung einer auf einen Damm geführten Hochbahntrasse. Die Brücke überbrückt in Form eines Segmentbogens als genieteter Stahlbogen die Gröperstraße. Dabei wurden neun sehr flach gewölbte Bogenträgerpaare parallel zueinander als Flächentragwerk eingesetzt. Die Spannweite beträgt ungefähr 25 Meter. Sowohl auf der Nord- als auch auf der Südseite sind die Widerlager der Brücke mit roten Klinkern verblendet und mit Brüstungen aus Sandstein versehen. Die Widerlager werden dabei mit lisenenartigen Strukturen von der sonstigen Futtermauer des Damms abgesetzt.
Bemerkenswert ist die ungewöhnliche Mehrfachfunktion, indem nicht nur die Straße für die Eisenbahnstrecke überbrückt wird, sondern zugleich der obere Teil der Brücke Elemente des benachbarten Bahnhofs, so insbesondere die Bahnsteige trägt. Die Bahnsteige werden von Dächern beschirmt, die auf Y-förmigen Stützen ruhen.
Im örtlichen Denkmalverzeichnis ist die Brücke unter der Erfassungsnummer 094 82760 als Baudenkmal verzeichnet.
Die Brücke gilt als typisch für Brückenbauten der Bauzeit und im Zusammenhang mit dem benachbarten Bahnhof als prägend für das Straßenbild.